# Alan Stubbs
Alan Stubbs, né le 6 octobre 1971 à Kirkby, est un footballeur anglais reconverti entraîneur.

## Carrière
Il porte successivement les couleurs du Celtic FC de 1995 à 2000, d'Everton, de Sunderland et à nouveau d'Everton de 2006 à 2008.
En janvier 2008, il signe à Derby County, avant de mettre fin à sa carrière huit mois plus tard.

## Palmarès

### Comme joueur
- Celtic FC
  - Vainqueur du Championnat d'Écosse en 1998 et 2001.
  - Vainqueur de la Coupe d'Écosse en 2001.
  - Vainqueur de la Coupe de la Ligue en 1997 et 2001.

### Comme entraineur
- Hibernian FC
  - Vainqueur de la Coupe d'Écosse en 2016.